# El regreso del hijo pródigo (Murillo)
El regreso del hijo pródigo es una pintura realizada alrededor de 1667-1670 por Bartolomé Esteban Murillo, maestro del Barroco español, utilizando óleo sobre lienzo. Actualmente se encuentra en la Galería Nacional de Arte de Washington D. C., Estados Unidos.  Fue donado al museo por la Fundación Avalon en 1948.  Esta pintura es una de las ocho encargadas por la Hermandad de la Caridad de Sevilla (a la cual Murillo pertenecía) para la decoración de sus instalaciones.

## Historia
El hermano mayor de la Hermandad de la Caridad, Miguel Mañara, encargó a Murillo una serie de ocho pinturas con el tema de la "Caridad cristiana". De estas obras, cuatro (El milagro de los panes y los peces, Moisés golpeando la roca de Horeb para sacar agua, Santa Isabel de Hungría curando a los enfermos y San Juan de Dios cargando a un enfermo) permanecen en el Hospital de la Caridad de Sevilla. Sin embargo, El regreso del hijo pródigo y Cristo curando al paralítico en el estanque de Bethesda (National Gallery de Londres), Abraham y los tres ángeles (Galería Nacional de Canadá), y La liberación de San Pedro (Museo del Hermitage) fueron saqueadas por el ejército de Napoleón en 1810 y llevadas fuera de España.
El tema de estas obras no solo representa de manera general la "caridad", sino que también está alineado con los estatutos establecidos por Miguel Mañara para la Hermandad de la Caridad. Dichos estatutos comprometían a sus miembros a realizar actividades caritativas activas basadas en la fe. Es posible que Murillo, como miembro de la hermandad, también participara personalmente en estas actividades, visitando las casas de los enfermos en barrios pobres o ayudando a alimentar a los enfermos en el Hospital de la Caridad.

## Sobre la obra
Según el Nuevo Testamento, en el Evangelio de Lucas (capítulo 15, versículos 11-32), se narra el relato de la Parábola del hijo pródigo, que trata había un hombre que tenía dos hijos. El mayor era de carácter responsable, mientras que el menor era egoísta y pidió a su padre que le entregara la parte de la herencia que le correspondía. Aunque sabía que su hijo derrocharía la fortuna, el padre accedió a su petición. En efecto, poco tiempo después, el hijo menor malgastó toda su herencia y llegó al punto de no tener nada para comer.
Arrepentido, decidió regresar a su padre con la intención de pedir ser aceptado como uno de sus jornaleros. Sin embargo, al verlo regresar, el padre lo perdonó y lo acogió con amor. En esta parábola, el padre representa a Dios y el hijo menor a las personas. El mensaje de la historia es que si una persona se arrepiente sinceramente, Dios le otorgará su perdón.
Esta obra representa elementos del clímax de la parábola, El regreso del hijo pródigo a la casa de su padre. Un hijo arrepentido es recibido en casa por un padre que le ofrece su perdón. Las suntuosas ropas del hijo y su anillo simbolizan su regreso a la posición anterior de su familia. Un ternero gordo es llevado al matadero para un banquete festivo. Un grupo piramidal de padre e hijo en el centro, de tamaño superior al natural, domina el cuadro, en el que los colores más vivos sólo se utilizan para el sirviente que sostiene las ropas nuevas del hijo. Los personajes y objetos representados evocan una gran obra de teatro.
Murillo utiliza la vida real que le rodea como modelo para sus cuadros. Parte del encanto de esta obra se debe a sus cualidades humanas: los pies sucios del hijo pródigo, el cachorro que salta para saludar al hijo pródigo y, sobre todo, la sincera sonrisa del niño con el ternero.